# Sherbrooke

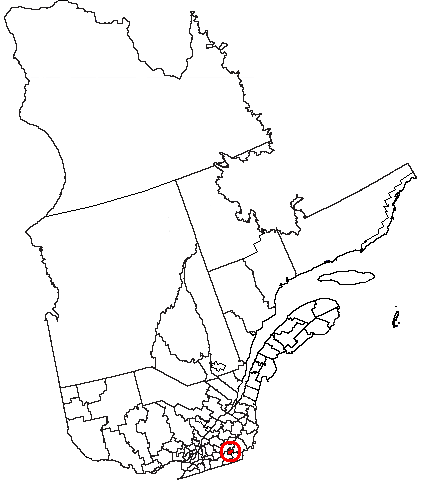
Poloha města na mapě provincie Québec

Sherbrooke je město v Kanadě, v jižní části provincie Québec. Jedná se převážně o frankofonní město (v roce 2006 uvedlo 90 % obyvatel jako svůj první jazyk francouzštinu).
Ve městě také sídlí francouzskojazyčná univerzita nesoucí označení Université de Sherbrooke. Podle informací z roku 2006 zde žije 147 427 obyvatel. Počet obyvatel se značně zvýšil k 1. lednu 2002, kdy byl Sherbrooke administrativně spojen s několika okolními městy. Město je známé pro svou výrobu hokejek.

## Významní rodáci
- Éric Bélanger – hokejista NHL za klub Edmonton Oilers
- Pierre-Marc Bouchard – hokejista NHL za klub Minnesota Wild
- Jean Charest – politik, vicepremiér a ministr federální vlády, premiér provincie Quebec
- Jim Corcoran – zpěvák-skladatel
- Mathieu Dandenault – hokejista NHL za kluby Montreal Canadiens a Detroit Red Wings
- Pierre-Luc Dusseault – politik, poslanec, k roku 2011 nejmladší kanadský poslanec v historii
- Yanic Perreault – hokejista NHL
- David Perron – hokejista NHL za klub St. Louis Blues
- Stéphane Robidas – hokejista NHL za klub Dallas Stars
- Harry Saltzman – filmový producent